# Eustațiu Pencovici

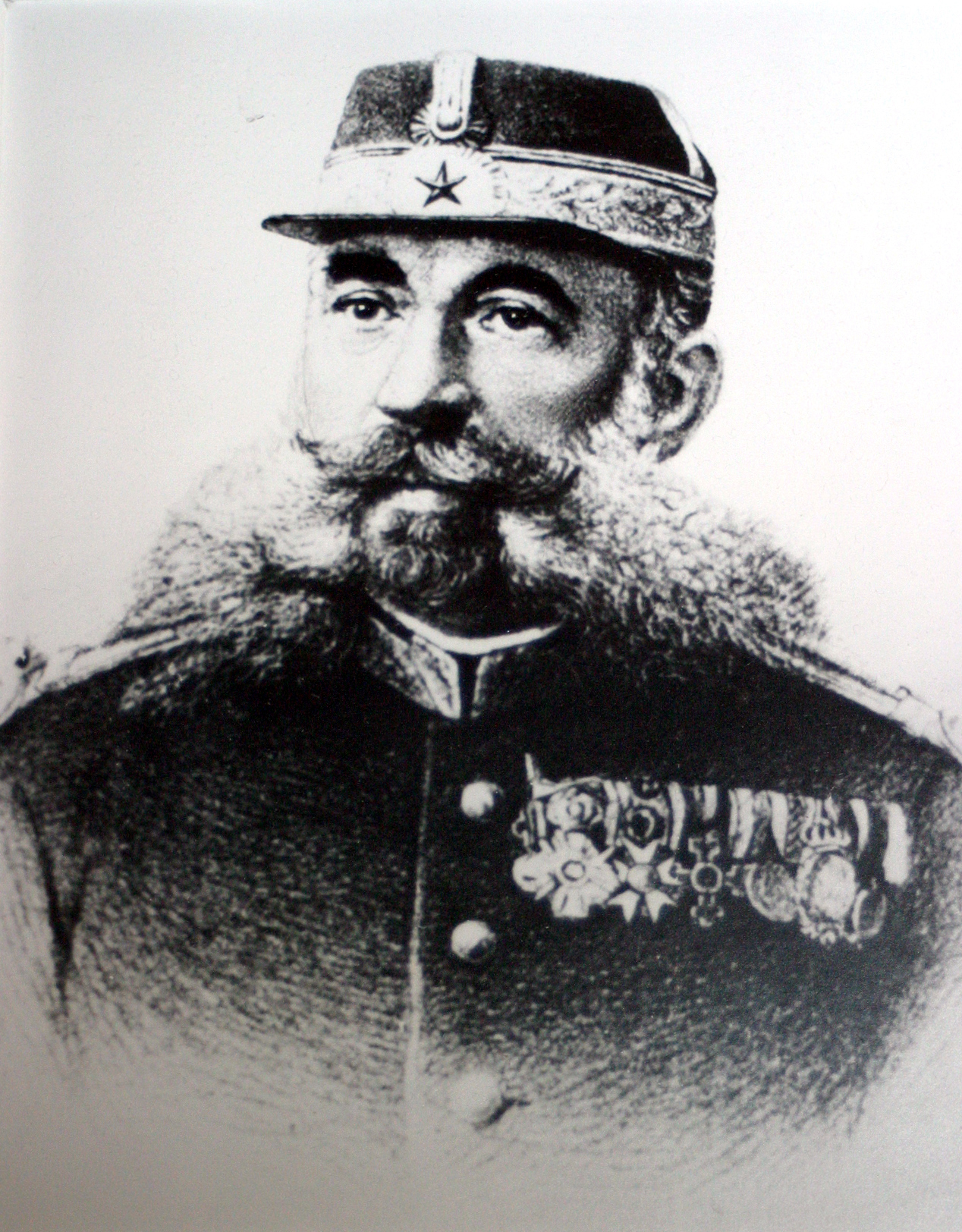
Generalul de brigadă Eustaţiu Pencovici.

Eustațiu Pencovici (n. 15 ianuarie 1836, București – d. 1899, Galați) a fost un politician, ministru, diplomat și general român.

## Biografie

### Războiul de Independență
Militar de carieră, a participat la războiul din 1878 - 1879 în calitate de Șef de Stat Major al Corpului 2 Armată. Inevitabilitatea declanșării războiului (1877), iminența pătrunderii trupelor ruse pe teritoriul țării noastre și a marșului lor strategic spre Dunăre au determinat guvernul de la București să adopte măsurile care se impuneau pentru mobilizarea imediată a armatei.
La 6 aprilie 1877 (18 aprilie pe stil vechi) s-a dat publicității decretul de mobilizare, al cărui text fusese aprobat încă la 1 aprilie (13 aprilie pe stil vechi). La decretarea mobilizării a fost emis un decret pentru numirea comandanților milițiilor din diviziile teritoriale pentru fixarea componenței Marelui cartier general și a comandamentelor marilor unități din armata activă. Colonelul Eustațiu Pencovici este numit Șef de Stat Major la Corpul 2 de Armată.

### Comisia europeană a Dunării
Între 1879 - 1901 a fost reprezentant al României în Comisia Europeană a Dunării.
În 1864 viitorul general era directorul Bibliotecii Ministerului de Război (Militare Naționale) "general Eustațiu Pencovici făcea recomandarea ca "în interesul armatei" să se înființeze biblioteci și în unele garnizoane mai mari, pentru început nominalizând pe cele din orașele Iași, Craiova, Ismail și Galați".
Domnitorul Al. I. Cuza îi spune generalului Ioan Emanoil Florescu, atât de capabilul ministru de război, să elaboreze un manual pentru instruirea oștirii, inițiat de ofițerul cel mai bine pregătit profesional al epocii sale. Manualul a fost redactat de ofițerul cel mai bine pregătit profesional al epocii sale - locotenentul de stat-major Eustațiu Pencovici.
Între 18 decembrie 1870 - 11 martie 1871 fost numit, ca independent, Ministru de Război în Guvernul Ion Ghica 3.

### RevistaRomânia militară
Generalul Eustațiu Pencovici a fost fondator al revistei „România militară”.